# Perdiz-do-mar-comum

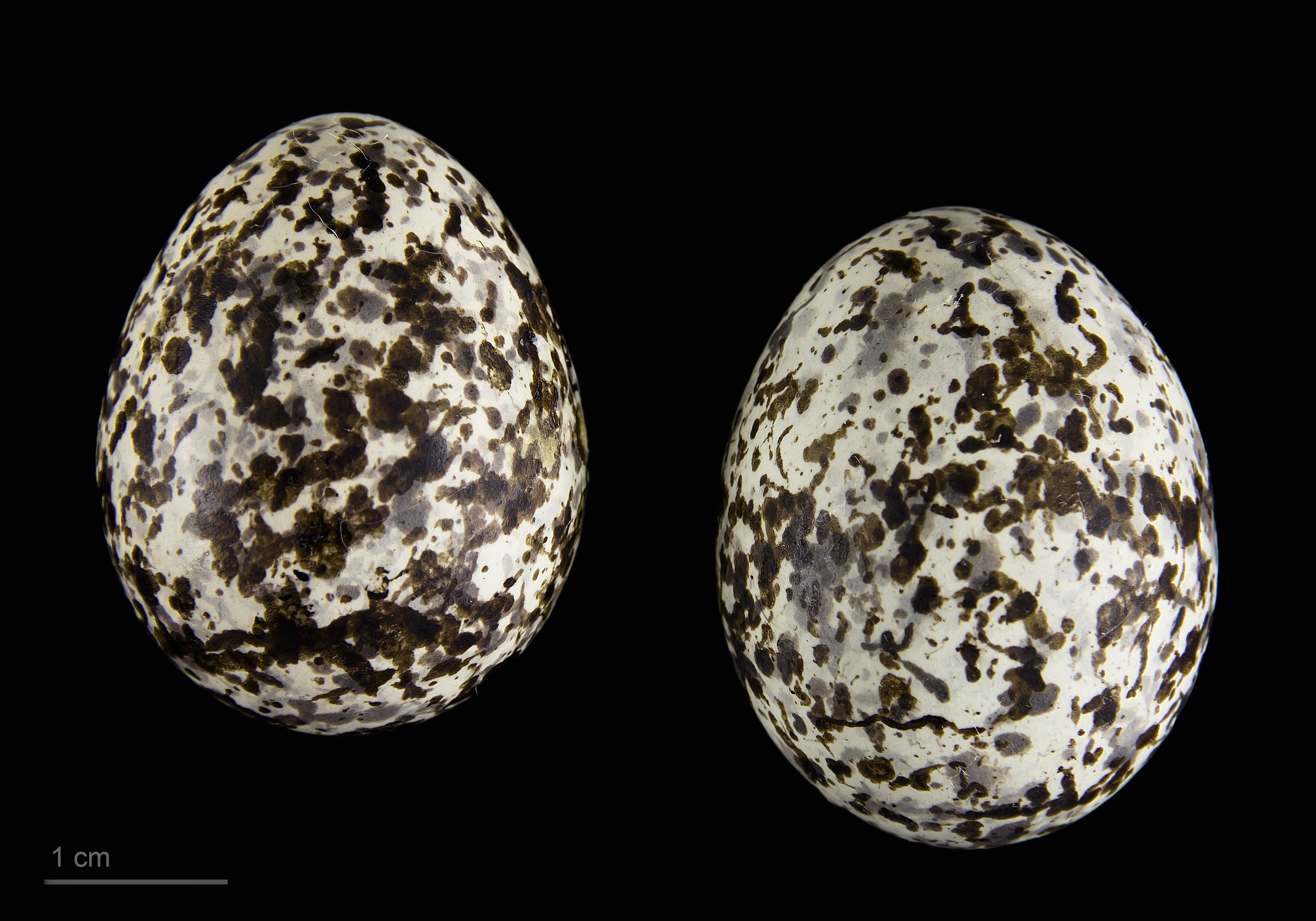
Glareola pratincola pratincola - MHNT

A perdiz-do-mar (Glareola pratincola) é uma ave da família Glareolidae. Tem um comprimento de 24 a 28 cm e é muito diferente das outras limícolas, fazendo lembrar uma andorinha gigante. Talvez por esse motivo, o nome originalmente dado por Lineu a esta espécie foi Hirundo pratincola.
Como nidificante, esta espécie distribui-se de forma fragmentada pelo sul da Europa. Nidifica em colónias dispersas, geralmente nas imediações de zonas húmidas. É uma ave migradora, que inverna na África subsariana.

## Subespécies
São reconhecidas três subespécies:
- Glareola pratincola pratincola (Linnaeus, 1766) - ocorre do Sul da Europa até o Paquistão; no inverno pode ser encontrado na região subsaariana da África;
- Glareola pratincola fuelleborni (Neumann, 1910) - ocorre do Senegal até o Sul do Quênia, na República Democrática do Congo, na Namíbia, e no Leste da África do Sul;
- Glareola pratincola erlangeri (Neumann, 1920) - ocorre nas planícies costeiras do Sul da Somália e no Norte do Quênia.